# Alcalá (kommun)
Alcalá är en kommun i Colombia.   Den ligger i departementet Valle del Cauca, i den centrala delen av landet, 180 km väster om huvudstaden Bogotá. Antalet invånare är 17 568. Arean är 61 kvadratkilometer.
Terrängen i Alcalá är kuperad åt nordost, men åt sydväst är den platt.